# Vimpelles
Vimpelles település Franciaországban, Seine-et-Marne megyében. Lakosainak száma 521 fő (2022. január 1.). Vimpelles Balloy, Bazoches-lès-Bray, Donnemarie-Dontilly, Égligny, Luisetaines, Saint-Sauveur-lès-Bray és Sigy községekkel határos.

## Népesség
A település népessége az elmúlt években az alábbi módon változott:
| Lakosok száma | 513  | 523  | 530  | 521  | 521  | 522  | 522  | 515  | 521  |
|               | 2013 | 2015 | 2016 | 2017 | 2018 | 2019 | 2020 | 2021 | 2022 |